# Pousse-pousse (Afrique-Antilles)
Pour les articles homonymes, voir Pousse-pousse.

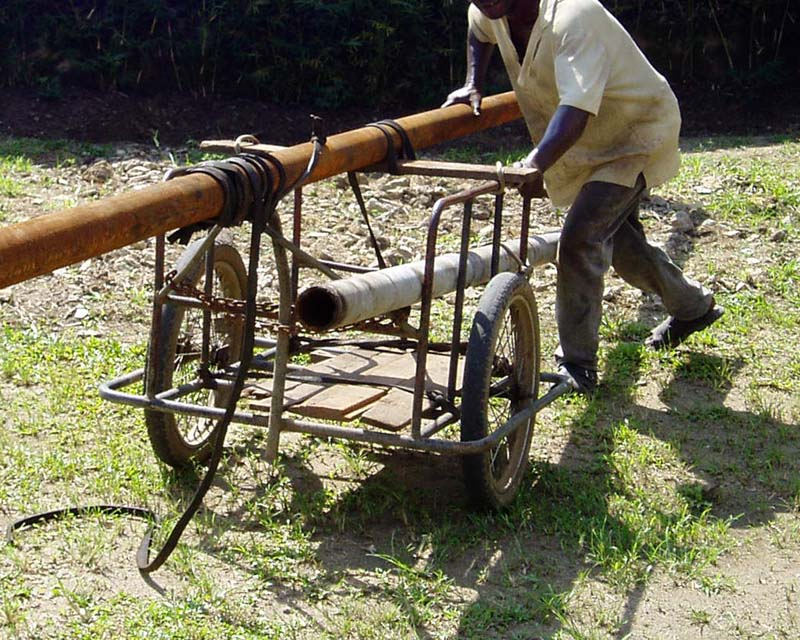
Pousse-pousse au Cameroun.

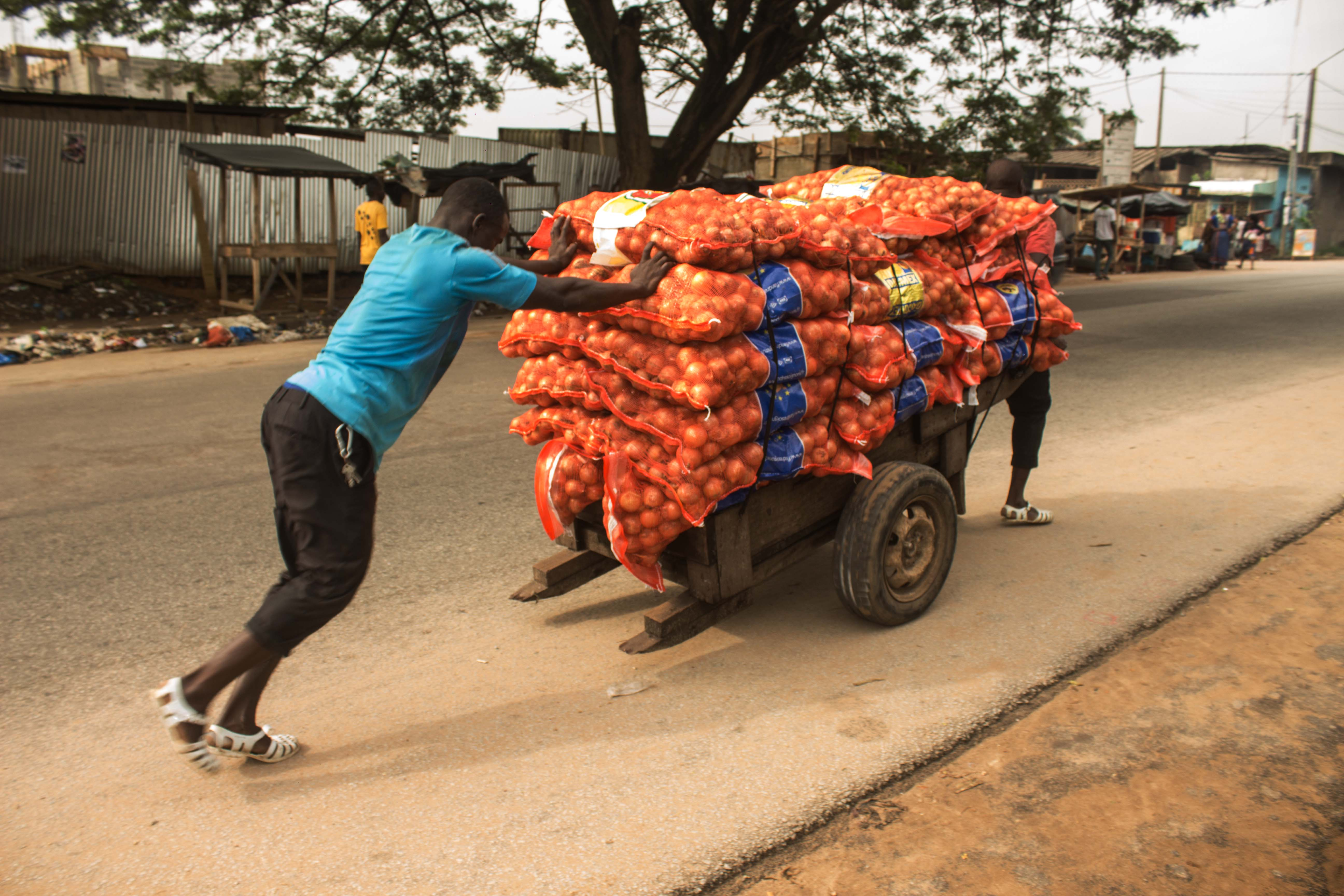
Les tireurs de charrettes sont communément appelés ici en Côte d'Ivoire wotrotigui.

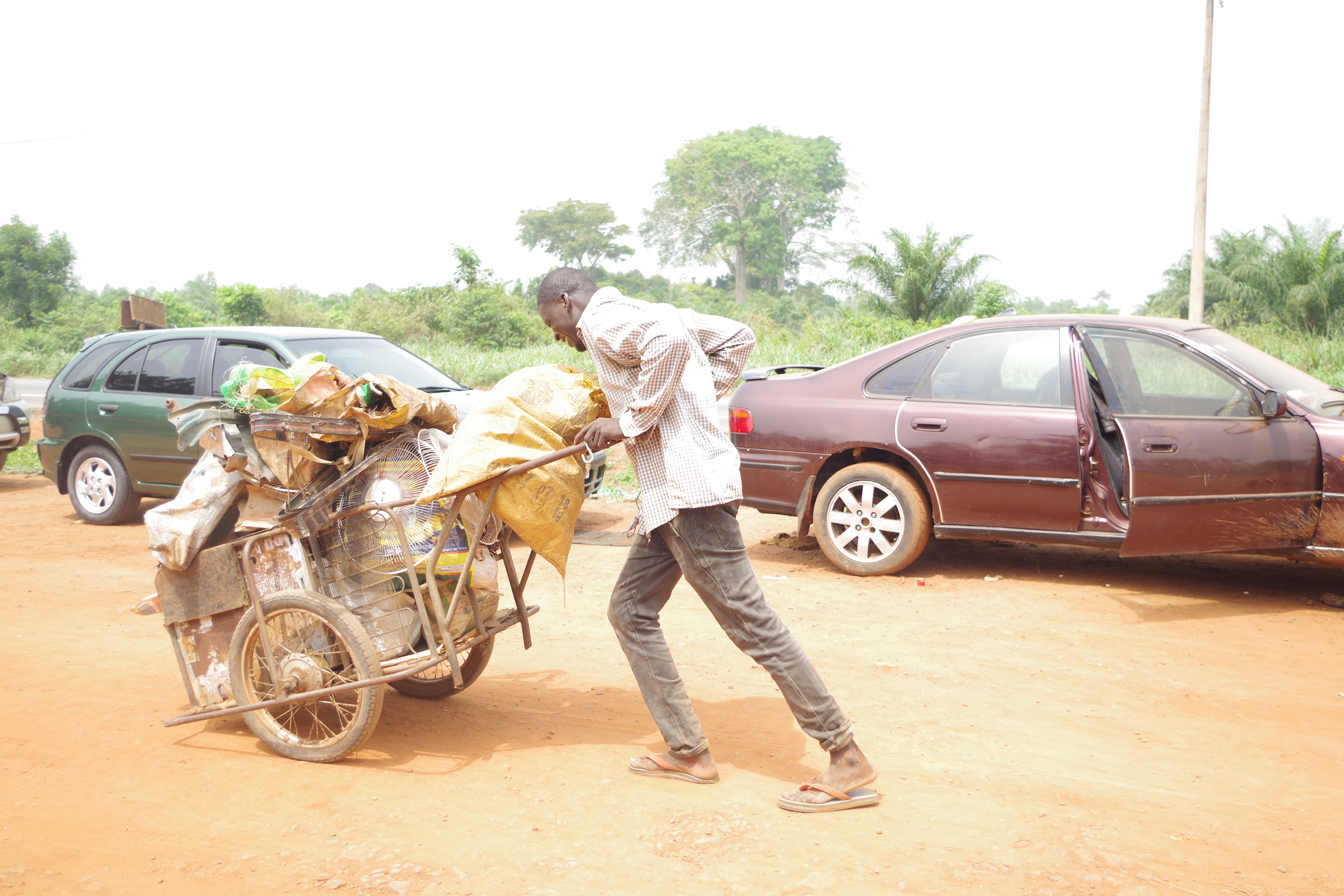
Ferrailleur, communément appelé gankpo gblégblé en langue locale fon du Bénin, avec son pousse-pousse, en tournée d'achat et de collecte d'articles usagés et de débris métalliques auprès des ménages.

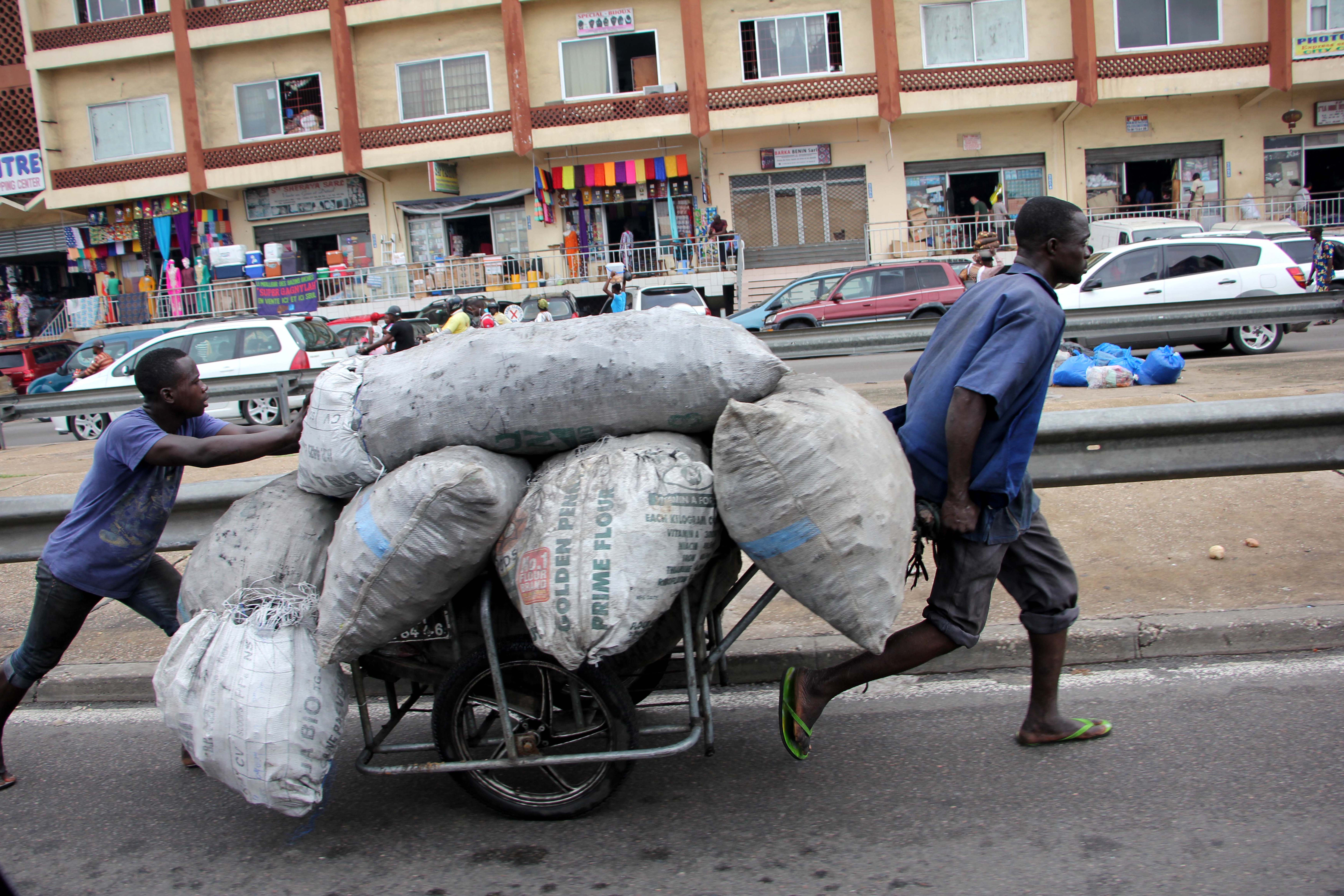
un travail de push pousse de marchandises au Bénin

Le pousse-pousse (aussi appelé cabrouet ou pouss-pouss) est une charrette à deux roues à traction humaine (Afrique et Antilles) ou plus rarement animale (Antilles) servant à transporter diverses marchandises. À la différence des pousse-pousse asiatiques, ceux-là ne chargent pas de personnes et ne font pas office de taxi.
C'est en général un moyen de transport très bon marché, puisqu'il ne consomme pas de carburant. Les pousseurs de pousse-pousse font en général preuve d'inventivité pour transporter sur leurs engins des quantités impressionnantes de marchandises. En effet, ces engins peuvent parfois transporter jusqu'à 600 kg de marchandises en traction humaine (la FAO situe la charge normale entre 200 et 500 kg). Leur rayon d'action (en traction humaine) est de l'ordre de 10 kilomètres.
Les opérateurs de pousse-pousse se concentrent en général à proximité des centres commerciaux urbains (marchés, douanes, ports) et font le lien entre demi-grossistes et détaillants.